# 1372

## Починали
Стара Загора е превзета от Лала Шахин Паша и пада под османска власт.